# スパイダーウィックの謎
『スパイダーウィックの謎』（The Spiderwick Chronicles）は、2008年のアメリカ映画。

## 概要
原作は『スパイダーウィック家の謎』という児童書。作者はホリー・ブラック、絵はトニー・ディテルリッジ。文溪堂より飯野眞由美の翻訳で以下の全5巻が刊行されている。
1. 人間、見るべからず ISBN 4894233967
2. 魔法の石をさがせ ISBN 4894233975
3. エルフとの約束 ISBN 4894233983
4. ドワーフと鉄の森 ISBN 4894233991
5. オーガーの宮殿へ ISBN 4894234009

## ストーリー
双子の兄弟のジャレッドとサイモン、姉のマロリーは母のヘレンに連れられ、朽ち果てた屋敷にやってくる。両親の仲違いから、母親と子供たちは大昔に行方不明になった大伯父スパイダーウィックの屋敷で、新生活を始めることになったのだ。この家にやってきた直後、壁の裏に何かがいる気配を感じたジャレッドは、さっそく屋敷を探検。屋根裏部屋で「決して読んではいけない」と警告のメモが張られた本を見つけ、思わずページをめくってしまう。

## キャスト
括弧内は日本語吹替版のキャスト。
- ジャレッド／サイモン：フレディ・ハイモア（※一人二役で双子を演じる）（大久保祥太郎）
- マロリー：サラ・ボルジャー（清水理沙）
- ヘレン：メアリー＝ルイーズ・パーカー（麻生侑里）
- オーガーのマルガラス：ニック・ノルティ（玄田哲章）
- ルシンダ叔母：ジョーン・プロウライト（浅井淑子）
  - 幼い頃のルシンダ：ヨルディ・ベナター（宮本侑芽）
- アーサー・スパイダーウィック：デヴィッド・ストラザーン（牛山茂）
- リチャード・グレース：アンドリュー・マッカーシー（桐本琢也）
- レッカー車の運転手：ジェレミー・ラバリー（中村浩太郎）
- ヘレンの職場の人：トッド・フェネル（四宮豪）
- 看護婦：マライア・インガー（赤池裕美子）

### 声のみの出演
- ホブゴブリンのホグスクイール：セス・ローゲン（遠藤純一）
- ブラウニーのシンブルタック：マーティン・ショート（チョー）
- レッドキャップ：ロン・パールマン（稲葉実）
- オーガーののマルガラス：ニック・ノルティ（玄田哲章）

## スタッフ
- 監督：マーク・ウォーターズ
- 脚本：キャリー・カークパトリック、デヴィッド・バレンバウム、ジョン・セイルズ
- 製作：キャスリーン・ケネディ
- 撮影：キャレブ・デシャネル
- 音楽：ジェームズ・ホーナー
- VFX：ILM　ティペット・スタジオ
- クリーチャー・スーパバイザー：フィル・ティペット

## 備考
- 『ブレイブストーリー』とのテーマや世界観での類似点が多い。
- 遊吟の『チェックメイト』がイメージソング。